# Ilex flosparva
Ilex flosparva är en järneksväxtart som beskrevs av José Cuatrecasas. Ilex flosparva ingår i släktet järnekar, och familjen järneksväxter. Inga underarter finns listade i Catalogue of Life.